# Lars Chemnitz
Lars Hans Jens Josva Chemnitz (26. října 1925, Nuuk – 18. listopadu 2006) byl grónský učitel a politik za stranu Atassut.

## Životopis

### Rodina a raná léta
Lars Chemnitz byl synem zemského rady Jørgena Chemnitze (1890–1956) a bojovnice za práva žen Vilhelmine Else Kathrine Dorthe Josefsenové (1894–1978).
V roce 1946 absolvoval Lars Chemnitz učitelský kurz v Grónském semináři v Nuuku a do roku 1951 pokračoval ve vzdělávání v Haslevu a poté v letech 1952 až 1958 působil jako učitel v Haslevu, Hornbæku, Helsinge a Sønderborgu. 8. května 1958 se v Kodani oženil s dánskou chůvou Annie Westergaardovou. Později se přestěhoval zpět do Nuuku a od té doby tam pracoval. V roce 1960 byl jmenován zástupcem školního inspektora v Qaqortoqu. Po dalším vzdělávání byl od roku 1964 školním inspektorem v obci Qaanaaq a v roce 1966 se přestěhoval do Ilulissatu, kde se stal školním inspektorem. V letech 1968 až 1969 byl vedoucím grónské Efterskole v Holstebro, ale poté se vrátil do Ilulissatu, kde zůstal až do roku 1971.

### Politické začátky
V roce 1967, kdy žil v Ilulissatu, byl zvolen členem Grónské zemské rady. V roce 1968 kandidoval do Folketingu, ale byl poražen Knudem Hertlingem. Po volbách do zemské rady v roce 1971 vystřídal svého bratrance Erlinga Høegha ve funkci předsedy zemské rady. Po přestěhování do Nuuku kandidoval ve volbách v roce 1975, mandát obhájil a potvrzen byl i ve funkci předsedy zemské rady.
Lars Chemnitz spoluzakládal v roce 1978 konzervativní stranu Atassut a byl jejím zakládajícím předsedou. Po zavedení grónské samosprávy v roce 1979 kandidoval v prvních volbách do Grónského parlamentu a byl do něj zvolen jako nejstarší poslanec ve věku 53 let. Ve volbách v roce 1983 obhájil svůj poslanecký mandát. Poté, co kandidoval jako první zástupce Petera Ostermanna ve volbách do Folketingu v letech 1979 a 1981, kandidoval sám do Folketingu v roce 1984. Po prohře se svým stranickým kolegou Otto Steenholdtem oznámil odchod z politiky. Novým předsedou strany se stal Otto Steenholdt a Lars Chemnitz v parlamentních volbách téhož roku již nekandidoval.

### Návrat do politiky
Přesto se ve volbách v roce 1987 vrátil a ve svých 61 letech byl znovu zvolen do Grónského parlamentu. 1. listopadu 1988 byla změnou zákona zřízena funkce předsedy parlamentu, aby premiér Grónska nezastával tuto funkci. Lars Chemnitz byl jmenován předsedou parlamentu, kterým zůstal až do konce volebního období v roce 1991. Ve volbách v roce 1991 byl znovu zvolen do parlamentu. Poté, co v letech 1987, 1988 a 1990 opět kandidoval jako druhý zástupce Otto Steenholdta ve volbách do Folketingu, kandidoval v roce 1994 znovu sám, ale byl stejně jako před deseti lety Otto Steenholdtem poražen. V parlamentních volbách v roce 1995 již nekandidoval a ve věku 69 let ukončil svou politickou kariéru.
Lars Chemnitz byl během své politické kariéry zastáncem umírněné konzervativní a prodánské politiky. Byl také členem dozorčí rady Grønlandsposten, Grønlandsrådet, správní rady Královského grónského fondu, výkonné rady Inuitské cirkumpolární konference a Grónské společnosti, které v letech 1985 až 1987 předsedal. I nadále se významně podílel na vstupu Grónska do EHS a i na jeho následném odchodu z něj.
Po skončení politické kariéry opustil Grónsko a od té doby žil v Dánsku, kde v roce 2006 ve věku 81 let zemřel.